# دیزنی جونیور
دیزنی جونیور (به انگلیسی: Disney Junior) یک کانال تلویزیونی کابلی و ماهواره ای آمریکایی است که متعلق به کانال دیزنی است و به تنهایی در سراسر جهان زیر نظر گروه دیزنی (abc televizion ) که خود یک شرکت تابع از بخش رسانه ای شرکت والت دیزنی می‌ باشد به چندیدن زبان زنده دنیا پخش می شود . برنامه‌ های این کانال مخصوص کودکان زیر ۱۹ سال می‌ باشد و برنامه‌ های آن شامل سریال‌ های اصلی است که توسط این شرکت تولید می‌ شود . 